# مايتريا
مايتريا هو يعتبر بوذا المستقبلي الذي سيظهر في المستقبل وفقاً لعلم الآخرات البوذية.في بعض النصوص البوذية مثل أميتابها سوترا ولوتس سوترا، يشار إليه باسم أجيتا.
وفقًا للتقاليد البوذية، فإن مايتريا هو بوداسف سيظهر على الأرض في المستقبل، ويحقق التنوير الكامل، ويعلم دارما الصافية. وفقًا للكتب المقدسة، سيكون مايتريا خليفة لبوذا الحالي غوتاما بوذا.